# 皮条孙镇
皮条孙镇，是中华人民共和国安徽省阜阳市太和县下辖的一个乡镇级行政单位。

## 行政区划
皮条孙镇下辖以下地区：
皮条孙村、孙法村、苇张村、孙寨村和水流村。